# Oractis diomedeae
Oractis diomedeae är en havsanemonart som beskrevs av McMurrich 1893. Oractis diomedeae ingår i släktet Oractis och familjen Haloclavidae. Inga underarter finns listade i Catalogue of Life.